# Milan Bandić
Milan Bandić (Grude, 22 novembre 1955 – Zagabria, 28 febbraio 2021) è stato un politico croato, sindaco di Zagabria dal 2000 al 2002 e nuovamente dal 2005 fino alla sua morte.

## Biografia
Già esponente di primo piano del Partito Socialdemocratico di Croazia, nel 2009 ha lasciato tale soggetto politico per candidarsi alle elezioni presidenziali del 2009-10 come indipendente; in tale occasione è giunto al ballottaggio con Ivo Josipović, sostenuto dagli stessi socialdemocratici, risultando tuttavia sconfitto con il 38% dei voti.
Ha assunto la carica di sindaco di Zagabria per quattro volte, dal 2000 al 2002 e dal 2005 al 2021.
Milan Bandić è stato arrestato il 19 ottobre 2014 insieme alle altre 18 persone, esponenti del suo staff e della municipalizzata Zagrebački Holding e un imprenditore privato tacciato della contiguità mafiosa. Durante la sua assenza la capitale croata è stata guidata dalla sua vice Sandra Švaljek. Il 10 aprile 2015 il Tribunale regionale di Zagabria ha decretato il suo rilascio. Di conseguenza è tornato alla carica di sindaco.
Nel 2015 ha fondato il nuovo partito politico Bandić Milan 365 - Partito del Lavoro e della Solidarietà.
È morto nel 2021 all'età di 65 anni a seguito di un attacco cardiaco. È sepolto nel cimitero Mirogoj di Zagabria.